# Kastell Ghioca

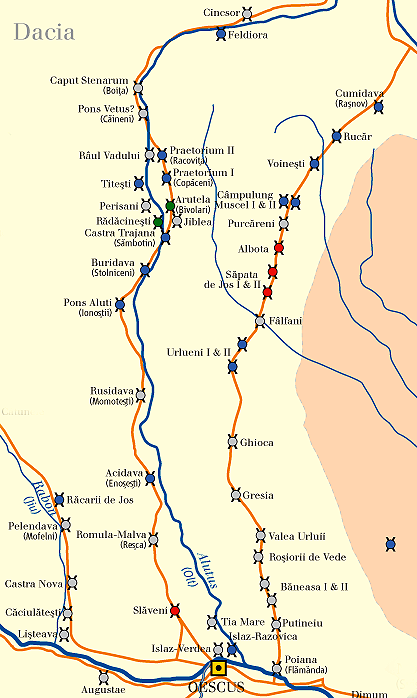
Kastell Ghioca/Crâmpoia im Verlauf des Limes Transalutanus (rechts)

Das Kastell Ghioca, auch Kastell Crâmpoia genannt, ist ein römisches Numeruskastell auf dem Gebiet der Gemeinde Crâmpoia im rumänischen Kreis Olt in der Region Muntenien. In antiker Zeit war es Bestandteil des Dakischen Limes, konkret des Abschnittes Limes Transalutanus (Transalutanischer Limes; Limes jenseits des Olt). Administrativ hätte es möglicherweise noch zur Provinz Dacia inferior gehört, später gehörte es dann zur Dacia Malvensis. Gemeinsam mit insgesamt 277 Stätten des Dakischen Limes wurde das Kastell Ghioca 2024 zum UNESCO-Weltkulturerbe erhoben.

## Lage und Forschungsgeschichte
Das heutige Bodendenkmal liegt rund anderthalb Kilometer ostnordöstlich der Gemeinde Crâmpoia auf den landwirtschaftlich genutzten Flächen einer Terrasse am Zusammenfluss des Baches Brăeasa mit dem Fluss Vedea. Im Gelände ist noch ein sich einen halben Meter über das Gelände erhebendes Viereck zu sehen, das die einstige Umwallung anzeigt.
Als archäologisch relevante Fläche war das Gelände bereits seit dem Ende des 19./Beginn des 20. Jahrhunderts bekannt. Das Areal wurde aber erstmals 1999 unter der Leitung von Romeo Avram vom Muzeul Militar Național „Regele Ferdinand I” (Nationales Militärmuseum König Ferdinand I.) ausgegraben, jedoch bis heute nicht publiziert. Leider blieben auch die Grabungsschnitte offen liegen und stören das Erscheinungsbild des Bodendenkmals. Geländebegehungen sowie orthofotografische Untersuchen und geophysikalische Prospektionen
erfolgten 2015/2016 durch das Muzeul Național de Istorie a României unter der Leitung von Eugen S. Teodor.

## Archäologische Befunde

### Kastell
Das Kastell ist ein Holz-Erde-Lager. Seine Abmessungen betragen 75 m mal 102 m, was einer Grundfläche von 0,7 Hektar entspricht. Geschützt wurde es durch eine Holz-Erde-Mauer mit Palisade, die ursprünglich einmal zehn bis fünfzehn Meter breit und zwei Meter hoch gewesen ist. Als Annäherungshindernis diente ein elf Meter breiter und zwei Meter tiefer Graben. Es gibt kaum Fundmaterial, mit dem die Chronologie des Lagers eindeutig bestimmt werden könnte. Die einzigen Stücke, die bei den letzten Ausgrabungen entdeckt wurden, wurden im Katalog einer Ausstellung im Jahr 2001 mit dem Titel Muntenia în secolele II–IV p. Chr. (Muntenien im zweiten bis vierten Jahrhundert) erwähnt. Dazu gehören eine Münze, die im Jahr 193 geprägt wurde, und eine Fibel mit Scharnier, die auf die letzten Jahrzehnte des 2. Jahrhunderts/ersten Jahrzehnte des 3. Jahrhunderts datiert werden kann. Auf Grund seiner geringen Größe muss das Militärlager als Numeruskastell angesprochen werden. Seine Besatzung ist nicht bekannt.

### Vicus
Erst 2015 wurde ein Vicus entdeckt, der sich rund um die Siedlung erstreckt, aber noch nicht wirklich gut erforscht und auch nicht separat in der Lista Monumentelor Istorice eingetragen worden ist. Dort wurde stattdessen das Perimeter des Kastells erweitert. Ein Vicus ist bei nahezu jeder römischen Garnison anzutreffen. Er ist die zivile Siedlung des Kastells, in dem die Angehörigen der Soldaten, Veteranen, Handwerker, Händler, Prostituierte, Gastwirte und andere Dienstleister wohnten und arbeiteten. Bezüglich dieser Siedlung gilt es, weitere Untersuchungen abzuwarten.

### Limesverlauf
Ebenfalls 2015 wurden nördlich des Kastells im Verlauf des Limeswalls hin zum Kastell Urlueni zwei weitere römische Anlagen ausgemacht, die einen militärischen Charakter haben könnten. Dabei handelt es sich um die Lokalitäten Movila Şarpelui rund 1,4 südwestlich von Bădești und Movila Tătaru am nordwestlichen Rand von Icoana. An diesen beiden Plätzen steht die Forschung jedoch noch völlig am Anfang. Auch der Verlauf des Limes selbst in diesem Bereich ist unklar und wird derzeit in der rumänischen Forschung noch diskutiert.

## Denkmalschutz
Die gesamte archäologische Stätte steht nach dem 2001 verabschiedeten Gesetz Nr. 422/2001 als historisches Denkmal unter Schutz. Das Gelände ist mit dem LMI-Code OT-I-s-B-08510 in der nationalen Liste der historischen Monumente (Lista Monumentelor Istorice) eingetragen. Der entsprechende RAN-Code lautet 126415.01. Zuständig ist das Ministerium für Kultur und nationales Erbe (Ministerul Culturii și Patrimoniului Național), insbesondere das Generaldirektorat für nationales Kulturerbe, die Abteilung für bildende Kunst sowie die Nationale Kommission für historische Denkmäler sowie weitere, dem Ministerium untergeordnete Institutionen. Ungenehmigte Ausgrabungen sowie die Ausfuhr von antiken Gegenständen sind in Rumänien verboten.